# Cephalocereus totolapensis
Cephalocereus totolapensis (Bravo & T.MacDoug.) Buxb. es una especie de planta fanerógama de la familia Cactaceae. Actualmente se considera sinónimo de Cephalocereus apicicephalium.

## Distribución
Es endémica del (sur de Oaxaca) en los bosques.

## Descripción
Es un cactus arbolado que alcanza hasta 8 m de altura y 12 a 15 cm de diámetro; tiene 28 costillas; segmentado; con 3 a 6 de espinas centrales y 10 a 13 espinas radiales de 0.5 a 1.3 cm de largo. Tiene las flores de color rosa de 3.5 cm de largo. Las frutas son de color rosa de 1 2,5 a 3 cm de diámetro con semillas de color marrón de 2 mm

## Taxonomía
Cephalocereus totolapensis fue descrita por (Bravo & T.MacDoug.) Buxb. y publicado en Kakteen und andere Sukkulenten 16: 45. 1965.
Etimología
Cephalocereus; nombre genérico que deriva de la palabra griega κεφαλή (cephalé); para la cabeza, y el género Cereus, del latín cereus; "cirio o vela", que alude a su forma alargada, perfectamente recta.
totolapensis: epíteto
Sinonimia
- Neodawsonia totolapensis Bravo & T.MacDoug..[4][5]